# 199 (число)
199 (сто деветдесет и девет) е просто, естествено, цяло число, следващо 198 и предхождащо 200.
Сто деветдесет и девет с арабски цифри се записва „199“, а с римски цифри – „CXCIX“. Числото 199 е съставено от три цифри от позиционните бройни системи – 1 (едно), 9 (девет).

## Общи сведения
- 199 е нечетно число.
- 199 е просто число (между 197 и 211).
- 199 е пермутационно просто число.
- 199-ият ден от обикновена година е 18 юли.